# Ecurie D.
Ecurie D., född 29 maj 2016, är en franskfödd, danskregistrerad varmblodig travhäst. Han tränas sedan juni 2021 av Åke Svanstedt i USA. Han tränades tidigare av Frode Hamre och kördes då oftast av Björn Goop.
Ecurie D. började tävla i april 2019. Han har sprungit in 7,5 miljoner kronor på 23 starter, varav 18 segrar och 2 andraplatser. Han har tagit karriärens hittills största segrar i Allerage Farms Open Trot (2021) och Breeders Crown Open Trot (2021, 2022). 
Han har även segrat i Big Noon-pokalen (2019), Europeiskt treåringschampionat (2019), Ina Scots Ära (2020), Fyraåringseliten (2020), Eskilstuna Fyraåringstest (2020) och Axel Jensens Minneslopp (2020). 
Han var obesegrad under sina första 11 starter, och räknas som en av Europas bästa travhästar.

## Karriär

### Tiden som unghäst
Ecurie D. föddes den 29 maj 2016 i Frankrike, men registrerades som dansk, då han inte hade helfransk stam. Han skickades sedan till Frode Hamres träning i Norge. Han började tävla som treåring och under sin debutsäsong startade han sju gånger och vann samtliga, bland annat Big Noon-pokalen och Europeiskt treåringschampionat.
Under 2020 startade han bland annat i Ina Scots Ära på Mantorptravet, där han bland annat mötte Power, som hört till kulltoppen. Den 31 maj 2020 tog han sin tionde raka seger i Fyraåringseliten tillsammans med Erik Adielsson. Ekipaget segrade på tiden 1.09,2 över 1640 meter, vilket är nytt svenskt rekord. Ordinare kusk Björn Goop körde i loppet sin egentränade Aramis Bar.
Den 15 juli 2020 startade Ecurie D. i Eskilstuna Fyraåringstest, och segrade där på tiden 1.12,7. Ecurie D. fick mottaga flera lovord efter loppet, bland annat från kusken Björn Goop. Det meddelades efter loppet att nästa start förmodligen kommer att bli i Hugo Åbergs Memorial på Jägersro.
Den 28 juli 2020 startade Ecurie D. i Hugo Åbergs Memorial på Jägersro, och fick där sin segersvit bruten, då loppet vanns av Double Exposure. Ecurie D. kom på fjärdeplats i loppet.
Den 16 oktober 2020 startade han i Grand Prix l'UET på Vincennesbanan utanför Paris. Han spelades till storfavorit och ledde större delen av loppet, innan han rullade över i galopp på upploppet. Loppet vanns istället av den svenska hästen Power, tränad av Robert Bergh.
Den 14 november 2020 startade han i Axel Jensens Minneslopp där han vann enkelt. På grund av Norges strikta Coronarestriktioner kunde inte den ordinarie kusken Björn Goop köra honom, därför tog hans tränare Frode Hamre på sig att köra honom för första gången.
Nästa start för Ecurie D. meddelades bli i Critérium Continental, där segraren får en inbjudan till Prix d'Amérique. Där skulle han eventuellt möta Hail Mary som segrat i Svenskt Travderby och Power som segrat i Grand Prix l'UET. Istället för en sejour i Frankrike och att delta i det franska vintermeetinget startade Ecurie D. istället i Solvalla Grand Prix den 27 november 2020. I loppet slutade han på andraplats, endast ett huvud bakom segrande Aetos Kronos.

### Säsongen 2021
Sin första start som femåring gjorde Ecurie D. den 7 april 2021 i Dartster F:s Lopp på Solvalla. I loppet blev han spelad till storfavorit, och segrade även i loppet, före Milliondollarrhyme och Forfantone Am. Efter segern bjöds han in till 2021 års upplaga av Elitloppet, av Solvallas sportchef Anders Malmrot. Nästa start blev finalen av Paralympiatravet den 8 maj 2021 på Åbytravet. Han slutade sist i fältet och underpresterade efter halsproblem. Tränare Hamre meddelade i mitten av maj att starten i Elitloppet inte är i fara.

#### Elitloppet och flytt
I Elitloppets kvalheat lottades ekipaget till spår 6, och slutade på andra plats efter segrande Gelati Cut. I finalen slutade Ecurie D. på en sjätteplats. Efter starten i Elitloppet meddelades det att Ecurie D. flyttas till Åke Svanstedts träning i USA. Redan innan flytten var han anmäld till bland annat Maple Leaf Trot.

### Tiden i USA
Ecurie D. debuterade på amerikansk mark den 25 september 2021 i ett kvallopp på Meadowlands Racetrack. Han startade sedermera i loppet Allerage Farms Open Trot på The Red Mile den 1 oktober 2021, där han segrade överlägset. Han har även segrat i Breeders Crown Open Trot (2021) och Arthur J. Cutler Memorial (2022), och kommit på andra plats i John Cashman Memorial (2022).

## Statistik
| Statistik för Ecurie D. (Ref.) | Statistik för Ecurie D. (Ref.) | Statistik för Ecurie D. (Ref.) | Statistik för Ecurie D. (Ref.) | Statistik för Ecurie D. (Ref.) | Statistik för Ecurie D. (Ref.) |
| ------------------------------ | ------------------------------ | ------------------------------ | ------------------------------ | ------------------------------ | ------------------------------ |
| Starter                        | Placeringar                    | Startprissumma                 | Segerprocent                   | Platsprocent                   | Rekord                         |
| 23                             | 18-2-0                         | 7 513 245 kr                   | 78 %                           | 87 %                           | 1.09,2ak, 1.11,7am, 1.12,7al   |

### Större segrar
| År   | Lopp                           | Kusk           | Vinstbelopp | Grupp   |
| ---- | ------------------------------ | -------------- | ----------- | ------- |
| 2019 | Big Noon-pokalen               | Björn Goop     | 300 000 SEK |         |
| 2019 | Europeiskt treåringschampionat | Björn Goop     | 615 660 SEK | Grupp 1 |
| 2020 | Ina Scots Ära                  | Björn Goop     | 250 000 SEK |         |
| 2020 | Fyraåringseliten               | Erik Adielsson | 500 000 SEK | Grupp 2 |
| 2020 | Eskilstuna Fyraåringstest      | Björn Goop     | 300 000 SEK | Grupp 2 |
| 2020 | Axel Jensens Minneslopp        | Frode Hamre    | 300 000 NOK | Grupp 2 |
| 2021 | Dartster F:s Lopp              | Björn Goop     | 100 000 SEK |         |
| 2021 | Allerage Farms Open Trot       | Åke Svanstedt  | 68 000 USD  |         |
| 2021 | Breeders Crown Open Trot       | Åke Svanstedt  | 325 000 USD |         |
| 2022 | Arthur J. Cutler Memorial      | Åke Svanstedt  | 81 817 USD  |         |
| 2022 | Breeders Crown Open Trot       | Åke Svanstedt  | 300 000 USD |         |
| 2022 | TVG Open Trot                  | Åke Svanstedt  | 160 050 USD |         |

### Starter
| Skor fram | Skor bak |

| Skor fram | Skor bak |

| Skor fram | Skor bak |

| Skor fram | Skor bak |

| Skor fram | Skor bak |

| Skor fram | Skor bak |

| Skor fram | Skor bak |

| Skor fram | Skor bak |

| Inga skor fram, ändrat sedan förra start | Skor bak |

| Inga skor fram | Inga skor bak, ändrat sedan förra start |

| Inga skor fram | Inga skor bak |

| Inga skor fram | Skor bak, ändrat sedan förra start |

| Inga skor fram | Inga skor bak, ändrat sedan förra start |

| Inga skor fram | Skor bak, ändrat sedan förra start |

| Inga skor fram | Inga skor bak, ändrat sedan förra start |

| Inga skor fram | Inga skor bak |

| Inga skor fram | Inga skor bak |

| Inga skor fram | Skor bak, ändrat sedan förra start |

| Inga skor fram | Skor bak |

| Inga skor fram | Skor bak |

| Inga skor fram | Inga skor bak, ändrat sedan förra start |

| Inga skor fram | Inga skor bak |

| Ingen skoinformation | Ingen skoinformation |

| Ingen skoinformation | Ingen skoinformation |

| Ingen skoinformation | Ingen skoinformation |

| Ingen skoinformation | Ingen skoinformation |

## Stamtavla
| Efter Infinitif | Pine Chip      | Arndon         | Arnie Almahurst |
| Efter Infinitif | Pine Chip      | Arndon         | Roydon Gal      |
| Efter Infinitif | Pine Chip      | Pine Speed     | Speedy Somolli  |
| Efter Infinitif | Pine Chip      | Pine Speed     | Piney Hanover   |
| Efter Infinitif | Island Dream   | Coktail Jet    | Quouky Williams |
| Efter Infinitif | Island Dream   | Coktail Jet    | Armbro Glamour  |
| Efter Infinitif | Island Dream   | Bambina        | Quioco          |
| Efter Infinitif | Island Dream   | Bambina        | Quouette        |
| Undan Too Soon  | Muscles Yankee | Valley Victory | Baltic Speed    |
| Undan Too Soon  | Muscles Yankee | Valley Victory | Valley Victoria |
| Undan Too Soon  | Muscles Yankee | Maiden Yankee  | Speedy Crown    |
| Undan Too Soon  | Muscles Yankee | Maiden Yankee  | Wistful Yankee  |
| Undan Too Soon  | See You Soon   | Love You       | Coktail Jet     |
| Undan Too Soon  | See You Soon   | Love You       | Guilty of Love  |
| Undan Too Soon  | See You Soon   | Langone        | Defi d'Aunou    |
| Undan Too Soon  | See You Soon   | Langone        | Rangone         |